# Rhinanthus facchinii
Rhinanthus facchinii är en snyltrotsväxtart som beskrevs av Chab.. Rhinanthus facchinii ingår i släktet skallror, och familjen snyltrotsväxter. Inga underarter finns listade i Catalogue of Life.